# Associação Canadense de Futebol
A Associação Canadense de Futebol (em inglês: Canadian Soccer Association - CSA; em francês: Association Canadienne de Soccer) é a entidade responsável pela organização do futebol no Canadá. Também é filiada à NAFU. Foi fundada em 1912 e filiou-se à FIFA no ano seguinte. É responsável pela organização de campeonatos de alcance nacional, como o Campeonato Canadense de Futebol, a Canadian Premier League, entre outros. Administra a Seleção Canadense de Futebol e a Seleção Canadense de Futebol Feminino.

## História
A Federação Canadense de Futebol foi fundada em 24 de maio de 1912, como Dominion of Canada Football Association (DCFA). Seu primeiro presidente foi o jornalista Fred Barter.
O ano de 1913 marcou a filiação da federação junto à FIFA e a realização da primeira competição nacional canadense, que reuniu os vencedores de competições de quatro províncias do país (Quebec, Manitoba, Ontário e Northern Ontario) e cujo vencedor recebeu a Connaught Cup. O nome do troféu homenageava Príncipe Artur, Duque de Connaught, então Governador-geral do Canadá. A equipe vencedora da primeira competição promovida pela entidade foi o Norwood Wanderers, de Winnipeg, que também seria o campeão do ano seguinte.
Em 1925, a Football Association da Inglaterra cedeu à Dominion of Canada Football Association um novo troféu para substituir a Connaught Cup. O troféu ficou conhecido como Football Association Trophy e foi dado ao campeão nacional de 1926, o Winnipeg United Weston. 
Por conta da Segunda Guerra Mundial, a Federação Canadense de Futebol permaneceu inativa entre 1940 e 1946.
Em Janeiro de 2017, a FIFA escolheu o Canadá como país-sede da Copa do Mundo FIFA de 2026, juntamento com os Estados Unidos e México. Com as cidades-sede de Montreal (Olympic Stadium), Toronto (BMO Field) e Edmonton (Estádio Commonwealth).
Em 2017 a Canadian Premier League foi fundada, um campeonato de futebol profissional exclusivo do Canadá, que começou a jogar em 2019.

## Presidentes
| Presidente                                       | Período     |
| ------------------------------------------------ | ----------- |
| Fred Barter                                      | 1912 - 1913 |
| Tom Watson                                       | 1913 - 1914 |
| E. Bailey Fisher                                 | 1914 - 1915 |
| Craig Campbell                                   | 1915 - 1919 |
| Dan MacNeil                                      | 1920 - 1921 |
| John Easton                                      | 1921 - 1926 |
| John Russell                                     | 1926 - 1931 |
| Thomas Holland                                   | 1931 - 1932 |
| Charles M. Smail                                 | 1932 - 1935 |
| Len A. Peto                                      | 1935 - 1939 |
| Tom G. Elliot                                    | 1939 - 1940 |
| Sem presidência, devido à Segunda Guerra Mundial | 1940 - 1946 |
| Fred Crumblehulme                                | 1946 - 1947 |
| Otis J. Todd                                     | 1947 - 1949 |
| Charles E. Pinnell                               | 1949 - 1952 |
| Jock Hendry                                      | 1953 - 1956 |
| Arthur Arnold                                    | 1957 - 1958 |
| Victor J. Hagen                                  | 1958 - 1961 |
| Patrick F. Nolan                                 | 1961 - 1963 |
| David Fryatt                                     | 1963 - 1965 |
| William Simpson                                  | 1965 - 1969 |
| Aubrey Sanford                                   | 1969 - 1972 |
| John Barnes                                      | 1972 - 1973 |
| William Stirling                                 | 1973 - 1982 |
| Jim Fleming                                      | 1982 - 1986 |
| Fred Stambrook                                   | 1986 - 1992 |
| Terry J. Quinn                                   | 1992 - 1998 |
| Jim Fleming                                      | 1998 - 2002 |
| Andy Sharpe                                      | 2002 - 2006 |
| Colin Linford                                    | 2006 - 2007 |
| Dominique Maestracci                             | 2008 - 2012 |
| Victor Montagliani                               | 2012 - 2017 |
| Steve Reed                                       | 2017 - 2020 |
| Nick Bontis                                      | 2020 -      |